# Biotopskyddsområde

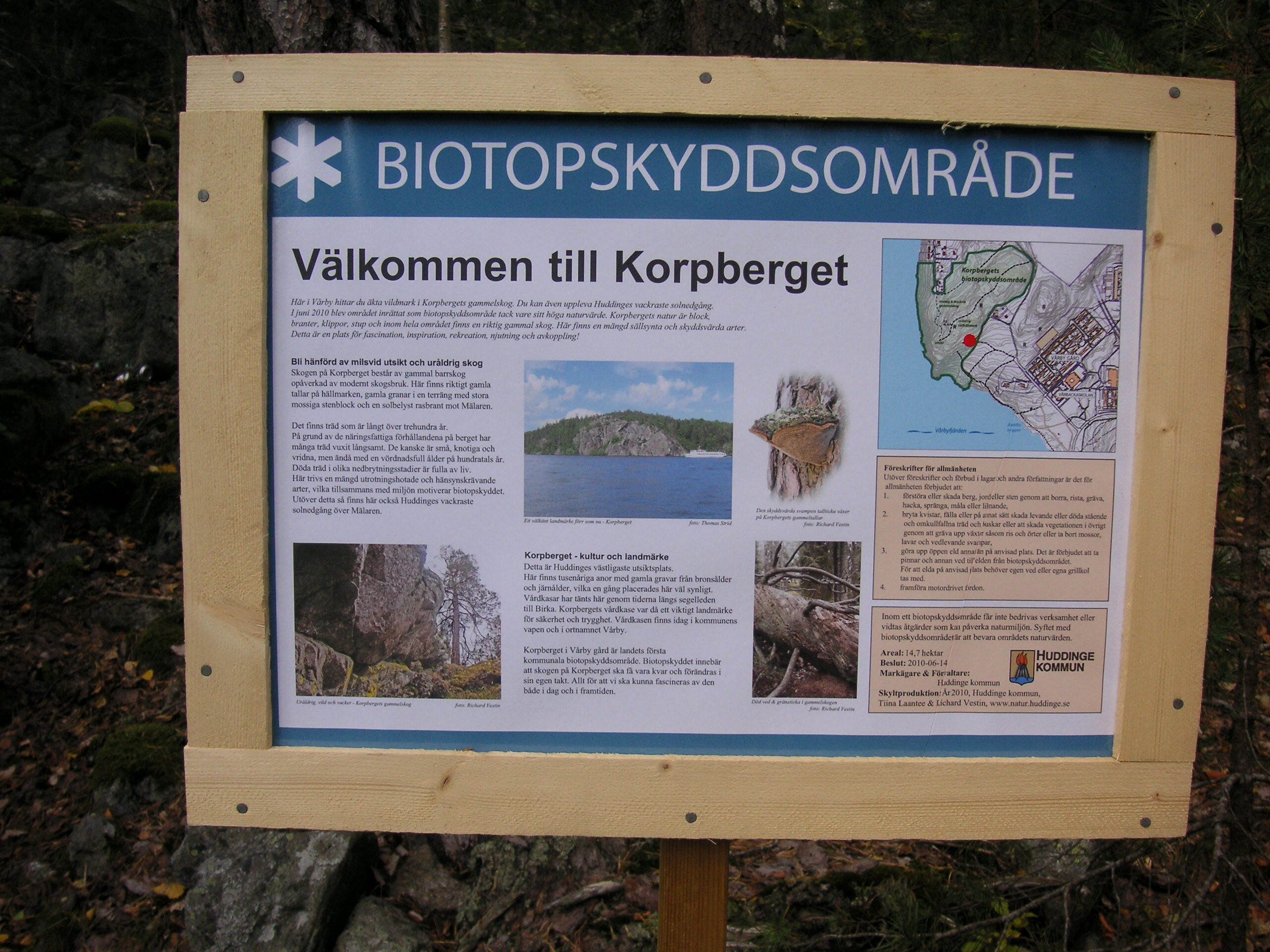
Biotopskyddsområde Korpberget, 2010.

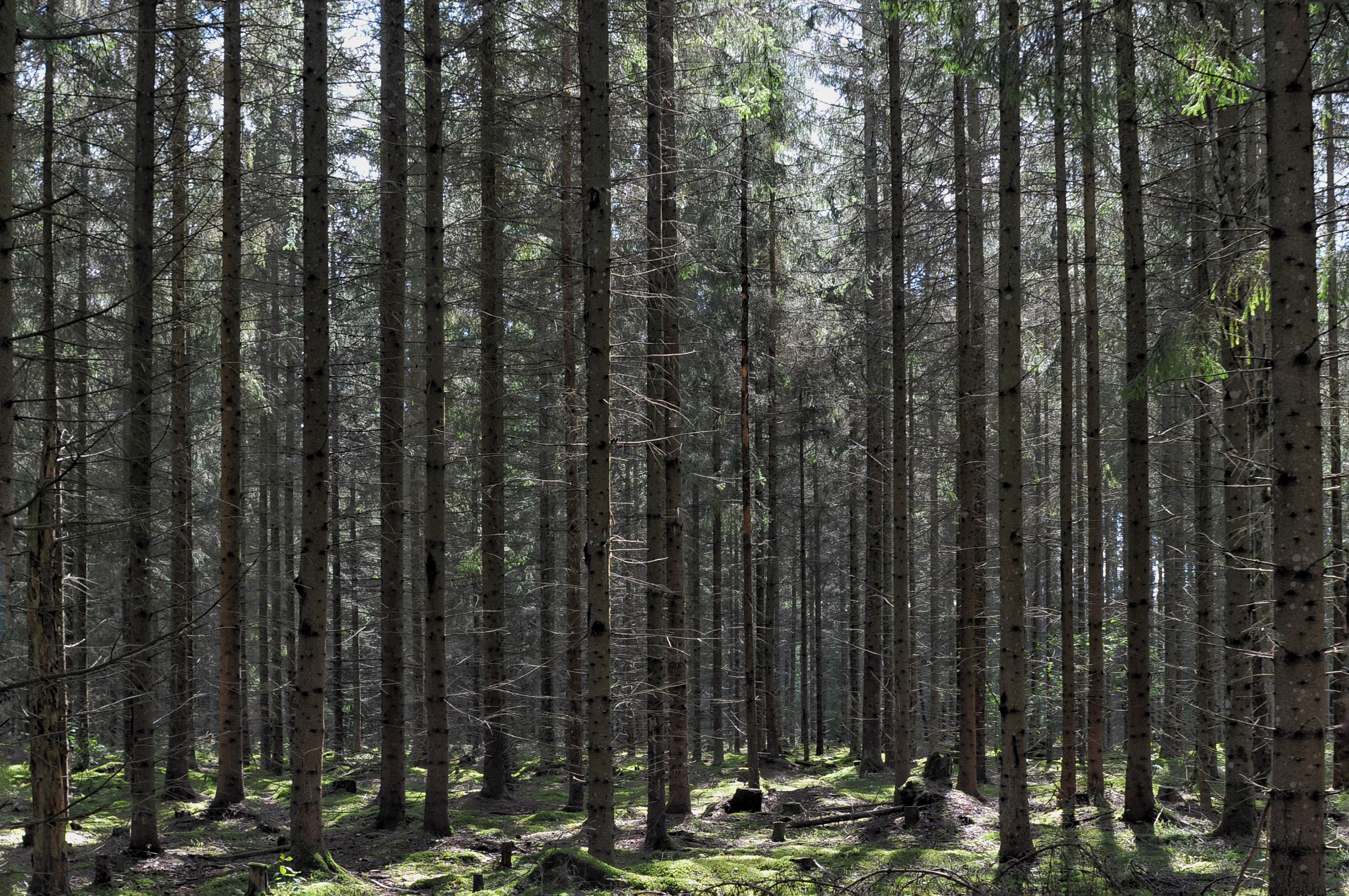
Barrnaturskog i biotopsskyddsområde i Södermanland.

Biotopskyddsområde är i Sverige små biotopområden med speciella livsmiljöer för växter och djur som kan skyddas genom klassificering som biotopskyddsområde. 
Enligt ett regeringsbeslut är en del områden skyddade i hela landet: alléer (med minst fem träd), pilevallar och åkerholmar (högst 0,5 hektar) samt i jordbrukslandskapet förekommande stenmurar, odlingsrösen, källor med omgivande våtmark och småvatten och våtmarker. 
Andra områden skyddas av länsstyrelsen, även andra myndigheter, som till exempel Skogsstyrelsen eller en kommun, får besluta om att ett område ska utgöra biotopskyddsområde. Dessa myndigheter kan också besluta om dispens i de områdena.
Inom ett biotopskyddsområde får inte bedrivas verksamhet eller vidtas åtgärder som kan påverka naturmiljön. Syftet är att bevara områdets naturvärden. Ett exempel på ett biotopskyddsområde i Sverige är Korpberget i Huddinge kommun.